# Banu
Banu – wieś w Rumunii, w okręgu Jassy, w gminie Dumești. W 2011 roku liczyła 370 mieszkańców.